# Moema Libera Viezzer
Moema Libera Viezzer (Caxias del Sur, 1938) es una escritora, socióloga y militante feminista brasileña.
Trabajó en proyectos educativos en la Región Nordeste de Brasil. Quedó exiliada en el periodo del régimen militar. Entre 1973 y 1974 trabajó en Perú, Inglaterra y México. Tras la amnistía, volvió a Brasil, y en 1980 fundó la Red Mujer de Educación.
Su principal obra es Si me permiten hablar...Domitila (1976), libro testimonial basado en la historia real de la militante feminista y obrera boliviana Domitila Barrios de Chungara, a quien conoció en 1975, durante un evento del Año Internacional de la Mujer, en México.

## Obra
- "Si me permiten hablar..."
- O problema não está na mulher (1989)[4]

## Reconocimientos
Recibió en 2007 el Diploma Bertha Lutz de Senado brasileño. Fue también una de las 52 brasileñas incluidas en la candidatura de 1000 Mujeres para el Premio Nobel de la Paz en 2005.